# Fenomenala fyran
Fenomenala fyran, (original Les 4 As), ursprungligen huvudpersonerna i en serie äventyrsromaner av Georges Chaulet. Den belgiska tecknaren François Craenhals illustrerade flera av dessa romaner med start från 1964, och började sedermera bearbeta dem till en albumserie. Nio stycken seriealbum publicerades på svenska under 1970- och 80-talen. På originalspråket franska har 43 album kommit ut, fram till 2007.
Serien är ej att förväxla med den amerikanska superhjälteserien Fantastic Four, på svenska tidigare kallad Fantastiska fyran.

## Utgivna album på svenska
| Nr | Svensk titel             |
| -- | ------------------------ |
| 1  | Den stora sjöormen       |
| 2  | Den fantastiska svävaren |
| 3  | Den heliga kon           |
| 4  | Det hemska spöket        |
| 5  | Den mystiska fågeln      |
| 6  | Guldpokalen              |
| 7  | Tyrannen                 |
| 8  | Snödraken                |
| 9  | Den stora biltävlingen   |